# Callideriphus
Callideriphus is een kevergeslacht uit de familie van de boktorren (Cerambycidae). De wetenschappelijke naam van het geslacht werd voor het eerst geldig gepubliceerd in 1851 door Blanchard in Gay.

## Soorten
Callideriphus omvat de volgende soorten:
- Callideriphus grossipes Blanchard, 1851
- Callideriphus tucumanus Napp & Martins, 2002